# Montae Russell
Montae Russell (Pittsburgh) is een Amerikaans acteur.
Russell is het meest bekend van zijn rol als ambulanceverpleegkundige Dwight Zadro in de televisieserie ER waar hij in 118 afleveringen speelde (1995-2009).

## Filmografie

### Films
Uitgezonderd korte films.
- 1998 Godzilla – als soldaat in vliegtuig
- 1998 The Players Club – als Lance
- 1996 Breaking Through – als beveiliger
- 1995 Alien Nation: Body and Soul – als Felker
- 1994 Lily in Winter – als Booker Covington
- 1993 Laurel Avenue – als Marcus Arnett

### Televisieseries
Uitgezonderd eenmalige gastrollen.
- 1995-2009 ER – als ambulanceverpleegkundige Dwight Zadro – 117 afl.
- 2005-2006 Threshold – als agent Harper – 2 afl.
- 1996 Almost Perfect – als John – 2 afl.